# Edward Spragge

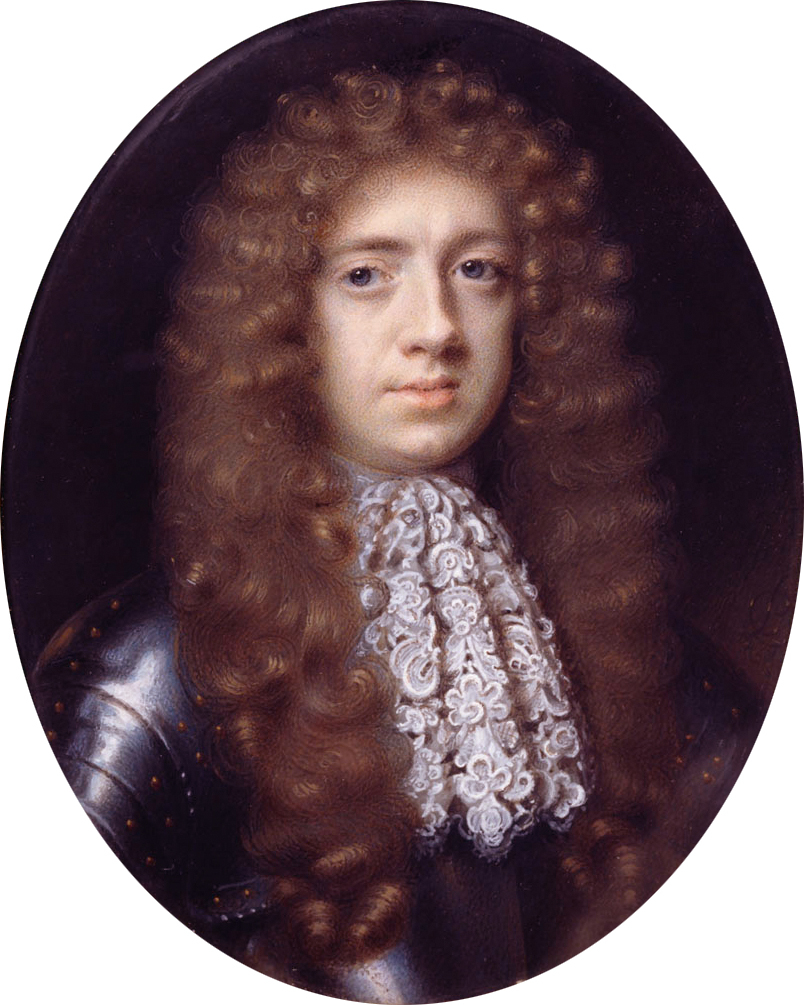
Edward Spragge

Sir Edward Spragge, auch Edward Spragg oder Edward Sprague (um 1629 in Irland; † 21. August 1673 vor Texel) war ein irischer Freibeuter und später Admiral der Royal Navy.

## Leben
Sein Großvater kam in der Elizabethanischen Zeit als Offizier nach Irland, sein Vater Lichfield Spragge war im Bürgerkrieg Gouverneur der Royalisten in Roscommon und fiel 1645. Seine Mutter war Mary Legge. Edward Spragge, von dem vor 1654 wenig sicher bekannt ist, diente möglicherweise im Bürgerkrieg unter seinem Onkel William Legge (um 1608–1670), bevor er 1648 der royalistischen Marine unter Prinz Ruprecht beitrat. Nach deren Auflösung war er Freibeuter mit niederländischem Kaperbrief gegen die Engländer im Ersten Englisch-Niederländischen Krieg. Nach 1653 war Spragge als Freibeuter mit der Familie Collaert aus Dünkirchen verbunden (und heiratete die Tochter Clara des Dünkirchener Freibeuters Jacob Collaert). Im Englisch-Spanischen Krieg 1654 war er im Dienst der Spanier gegen England. 1660 wurde sein Schiff von den Niederländern erobert und er erlitt einen hohen wirtschaftlichen Verlust. In der Restauration wurde er von Karl II. begnadigt und erhielt das Kommando als Captain der Drake. Er wurde einige Zeit von Prinz Rupert protegiert (bis ihn Robert Holmes darin ersetzte). Der König verwendete ihn auch häufig als Gesandten in den spanischen Niederlanden. In der Seeschlacht bei Lowestoft 1665 zeichnete er sich gegen die Niederländer aus und wurde an Bord der Royal Charles zum Knight Bachelor geschlagen. 1666 wurde er Rear-Admiral der Green Squadron unter Prinz Ruprecht und kämpfte am letzten Tag der Viertageschlacht. Im anschließenden St. James’s Day Fight war er Vice-Admiral der Blue Squadron unter Jeremiah Smith. Die Schlacht war zwar siegreich für die Engländer, die Nachhut, zu der auch Spragge gehörte, wurde aber von Cornelis Tromp geschlagen. Danach warf ihm der mit ihm verfeindete Robert Holmes Feigheit vor und nachdem ihm Spott von Tromp zu Ohren gekommen war (er hätte lieber seine Frau das Kommando führen lassen sollen, die bekanntlich aus einer bekannten Dünkirchner Seemanns- und Freibeuterfamilie stammte), schwor er Tromp Rache. Dazu kam es vorläufig nicht mehr, da Tromp im August 1666 entlassen wurde. Nach dem Überfall im Medway, bei dem auch Spragge auf englischer Seite zugegen war (aber wenig ausrichten konnte, sein Versagen bei Sheerness brachte ihm viel Kritik), kam es zum Friedensschluss. 1670/71 bekämpfte er auf der Revenge Barbaresken im Mittelmeer, wobei er bei Algier nach einem Gefecht im Mai 1671 in der Bucht von Bejaia zehn Korsarenschiffe vernichten konnte. Dafür erhielt er eine hohe Summe und eine Jahrespension von 1000 Pfund.
Im Dritten Englisch-Niederländischen Krieg kommandierte er als Admiral die Red Squadron in der Seeschlacht in der Solebay 1672 und die Blue Squadron (mit der Royal Prince von 100 Kanonen als Flaggschiff) in den Seeschlachten bei Schooneveld 1673. Hier kam es auch zu einem erneuten Zusammentreffen mit Tromp und ebenso in der folgenden Seeschlacht vor Texel. Spragge und Tromp kamen in einen direkten Zweikampf ihrer Schiffe Prince Royal und Gulden Leeuw. Beide mussten danach ihre schwer beschädigten Schiffe, deren Mannschaft hohe Verluste erlitt, wechseln. Spragge wechselte auf die St. George und nach deren Beschädigung wollte er auf die Royal Charles wechseln. Seine Schaluppe wurde von einer Kanonenkugel getroffen und sank, wobei Spragge starb (wahrscheinlich ertrank er, sein Körper wurde aber noch geborgen). Er liegt in Westminster Abbey begraben, dort ist sein Grab allerdings nicht markiert und es gibt kein Monument.

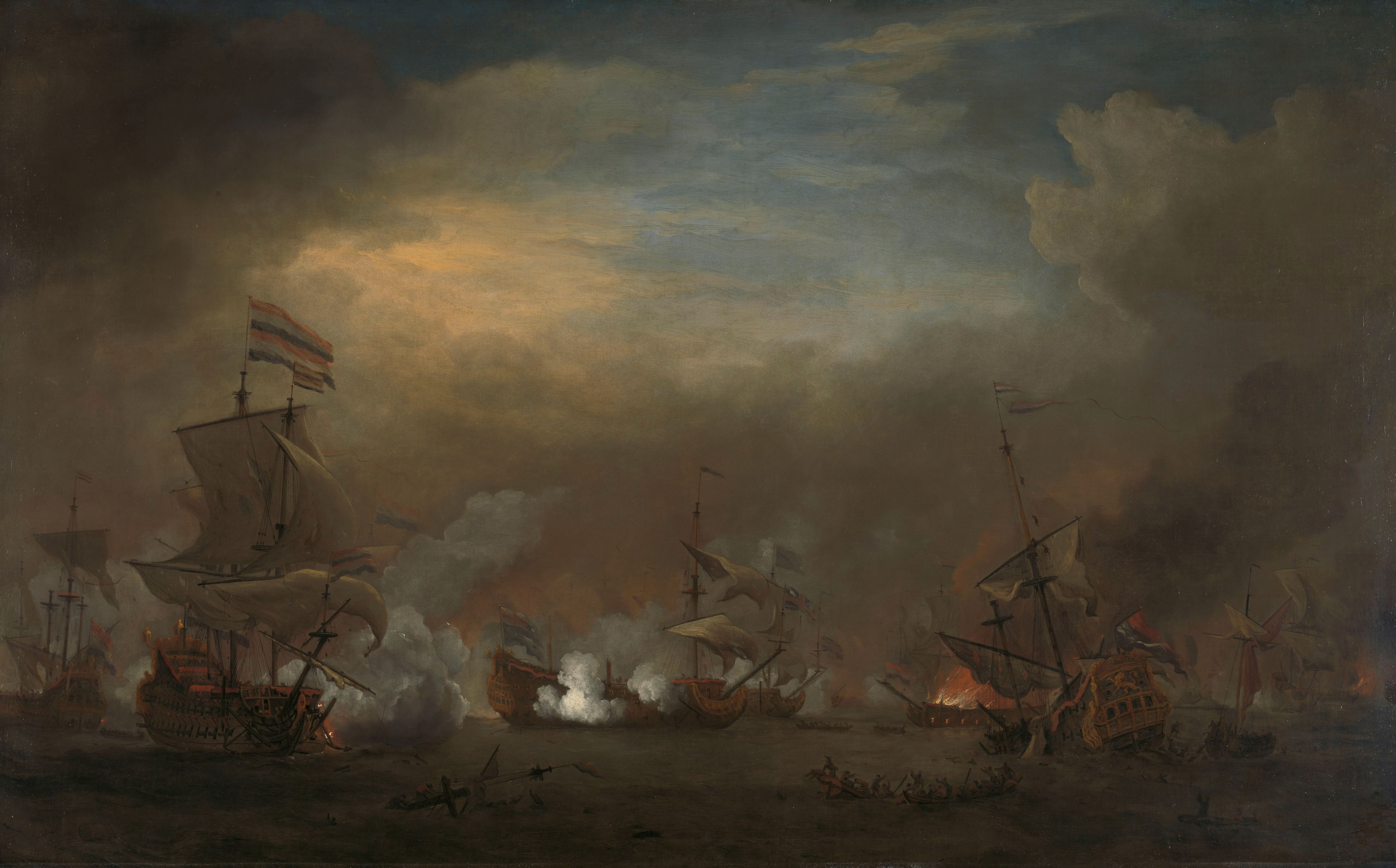
Nachtgefecht vor Texel zwischen Edward Spragge auf der Prince Royal und Cornelis Tromp auf der Gouden Leeuw. Gemälde von Willem van de Velde der Jüngere

Er wurde im Februar seines Todesjahres als Burgess für Dover ins englische House of Commons gewählt, konnte den Sitz aber nicht mehr antreten. Zudem wurde die Wahl nach seinem Tod wegen Manipulationen annulliert.
Einen Großteil seines Vermögens vermachte er seinen illegitimen Kindern (er hatte vier Kinder von seiner Geliebten Dorothy Dennis). Samuel Pepys bescheinigte ihm einen einnehmenden Charakter (und eine angenehme Gesangsstimme) und er war bei seinen Untergebenen beliebt.